# 崔元受
崔元受（?—?），唐朝官员，出身于博陵崔氏大房，祖父崔浑之。父亲崔儆，唐德宗贞元年间官至尚书左丞。

## 生平
崔元受的哥哥崔元略、弟弟崔元式、崔元儒，都是举进士中第。崔元受登进士第，以高陵县尉直史馆。元和初年，于皋谟为河北行营粮料使。元受与韦岵、薛巽、王湘等都担任于皋谟的判官，分别督运供馈。罢兵后，有人控告于皋谟隐没赃罪，除名赐死。崔元受被牵连，流放岭表，最后没有到达就死了。其子崔钧、崔铏、崔铢相继登进士第，辟节度府。

## 子孙
- 崔鈞，字秉一
  - 崔澤，字中極
    - 崔構，字高秀

  - 崔泳，字表聖
  - 崔濯，字昭美
  - 崔澣，字幾化
- 崔錤
- 崔銖，安、濮二州刺史
  - 崔涿，刑部郎中
    - 崔榆
    - 崔梲